# CTSB
CTSB (англ. Cathepsin B) – білок, який кодується однойменним геном, розташованим у людей на короткому плечі 8-ї хромосоми. Довжина поліпептидного ланцюга білка становить 339 амінокислот, а молекулярна маса — 37 822.
| 10         |  | 20         |  | 30         |  | 40         |  | 50         |
| ---------- |  | ---------- |  | ---------- |  | ---------- |  | ---------- |
| MWQLWASLCC |  | LLVLANARSR |  | PSFHPLSDEL |  | VNYVNKRNTT |  | WQAGHNFYNV |
| DMSYLKRLCG |  | TFLGGPKPPQ |  | RVMFTEDLKL |  | PASFDAREQW |  | PQCPTIKEIR |
| DQGSCGSCWA |  | FGAVEAISDR |  | ICIHTNAHVS |  | VEVSAEDLLT |  | CCGSMCGDGC |
| NGGYPAEAWN |  | FWTRKGLVSG |  | GLYESHVGCR |  | PYSIPPCEHH |  | VNGSRPPCTG |
| EGDTPKCSKI |  | CEPGYSPTYK |  | QDKHYGYNSY |  | SVSNSEKDIM |  | AEIYKNGPVE |
| GAFSVYSDFL |  | LYKSGVYQHV |  | TGEMMGGHAI |  | RILGWGVENG |  | TPYWLVANSW |
| NTDWGDNGFF |  | KILRGQDHCG |  | IESEVVAGIP |  | RTDQYWEKI  |  |            |

A: Аланін

C: Цистеїн

D: Аспарагінова кислота

E: Глутамінова кислота

F: Фенілаланін

G: Гліцин

H: Гістидин

I: Ізолейцин

K: Лізин

L: Лейцин

M: Метіонін

N: Аспарагін

P: Пролін

Q: Глутамін

R: Аргінін

S: Серин

T: Треонін

V: Валін

W: Триптофан

Кодований геном білок за функціями належить до гідролаз, протеаз, тіолових протеаз. 
Задіяний у такому біологічному процесі, як ацетилювання. 
Локалізований у лізосомі.
Також секретований назовні.